# Älmhults station
Älmhults station ligger längs Södra stambanan, 51 kilometer norr om Hässleholm. Nästa större station är Alvesta, 48 kilometer norrut. Älmhult var under ångloksepoken en station med elva lokstallar och möjlighet till lokbyte. 
På stationen hanteras godståg till och från IKEA samt, via den kvarvarande delen av Sölvesborg–Olofström–Älmhults Järnväg, till Volvo i Olofström.
Elektrifiering av banan till Olofström är planerad, med en förlängning till Blekinge kustbana. Upprustningen av banan, nu under namnet Sydostlänken, beräknas påbörjas 2027/2028. Därefter avses persontrafik med uppehåll i bland annat Lönsboda, Olofström och Karlshamn komma igång.
Stationen fick namn efter ett gästgiveri utmed den gamla riksvägen i nord-sydlig riktning. I mitten av 1800-talet hade, tack vare att handel på landsbygden legaliserats, en mindre handelsplats uppstått vid gästgiveriet som sedan utvecklades till ett betydande stationssamhälle, idag med elva tusen invånare och centralort i Älmhults kommun.

## Persontrafik
Öresundståg mellan Köpenhamn och Växjö/Kalmar stannar i Älmhult med avgång varje timme. SJ:s snabbtåg mellan Malmö och Stockholm gör idag (2025) uppehåll tre gånger per vardag i vardera riktning.
Sedan december 2013 går även krösatåg som lokaltåg mellan Växjö och Hässleholm, 2025 med 12 avgångar i vardera riktning. Sedan 2018 avgår dessutom, i högtrafiken på morgnar och eftermiddagar, enstaka turer med Pågatåg Express till/från med Älmhult, Hässleholm eller Svågertorp som ändstationer och uppehåll endast på de största stationerna.

## Historia
Bygget av Södra stambanan, som 1856 hade påbörjats med sträckan Malmö–Lund, nådde Älmhult sommaren 1862. Från september 1863 trafikerades till Alvesta, och den 1 december 1864 till Jönköping, som redan året innan fått förbindelse via Falköping på Västra stambanan till Göteborg och Stockholm.
Bangården i Älmhult byggdes 1862 med fyra spår, men har därefter utökats.
Älmhults första stationshus var ett trähus som brann ned på julaftonen 1878. Det ersattes med det hus som står kvar idag.

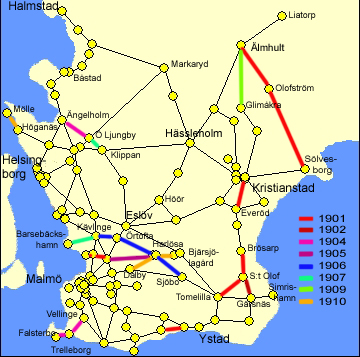
Byggandet av Skånes järnvägsnät avslutades med banor som skulle visa sig bli svåra att få bärkraftiga.

1901 stod den normalspåriga banan SOEJ till Sölvesborg klar.
Ett rälsbrott orsakade en kontroversiell urspårning i mars 1903. Ett södergående tågs lok kastades av banvallen ett par kilometer söder om stationen och eldaren Herman Löfberg brännskadas så svårt att han dog inom ett dygn. Läkaren i Älmhult kritiserades kraftigt för utebliven smärtlindring och fördröjd transport till lasarettet i Växjö.
1909 var den sista delen av Kristianstad–Älmhults Järnväg byggd, en bana från Älmhult till Glimåkra, som redan 1886 fått järnväg till Kristianstad.
En annan uppmärksammad tågurspåring inträffade i norra änden av Älmhults bangård den 8 maj 1912 när flera vagnar ur nattsnälltåg nr 2 från Tyskland via Kungslinjen kastades av spåret. Alla ombord överlevde, men rälsen skadades svårt. Orsaken var alltför hög hastighet, nästan 60 km/h, i en nybyggd kurva tillkommen hösten 1911 vars största tillåtna hastighet var 40 km/h. Lokföraren dömdes till tio dagars löneavdrag, vilket ansågs som mycket milt och motiverat av förmildrande omständigheter.
1933 elektrifierades sträckan mellan Hässleholm och Alvesta. Privatbanorna som anslöt till Södra stambanan i Älmhult förstatligades 1944. 1957 byggdes den enkelspåriga delen av Södra stambanan från Osby till Diö via Älmhult ut till dubbelspår.
Från 1 juni 1969 upphörde all trafik till Glimåkra. Spåret revs 1973–1974.
1984 upphörde persontrafiken på banan till Olofström och Sölvesborg.